# Polycaon chilensis
Polycaon chilensis là một loài bọ cánh cứng trong họ Bostrichidae. Loài này được Erichson miêu tả khoa học năm 1834.